# Спасо-Преображенский храм (Торопец)
Храм Преображения Господня — православный храм в городе Торопец Тверской области. Построен в 1706 году.
Памятник архитектуры федерального (государственного) значения.

## Расположение
Спасо-Преображенский храм расположен в Торопце Тверской области. Находится на улице Никитина.

## История
Каменный Преображенский храм был построен на средства прихожан и освящён 8 декабря 1706 года. В 1738 и 1758 годах храм дважды пострадал от пожаров. Они привели к изменению первоначального внешнего вида, в частности, появились многочисленные пристройки. Храм имел три престола: главный во имя Преображения Господня; придельные — во имя святого мученика Воина Иоанна и во имя Введения во храм Пресвятой Богородицы. Храм был обнесён деревянной оградой. На колокольне висели шесть колоколов, один из которых весил 115 пудов 20 фунтов (более 1800 кг). С 1869 года в храме служил Иоанн Тимофеевич Белавин, отец патриарха Тихона. Прихожан в 1876 году — 473 мужчины, 550 женщин, в 1879 году — 505 мужчин, 618 женщин. В 1876 году к Преображенскому храму был приписан расположенный недалеко от него храм Иоанна Предтечи. В 1896 году причт храма состоял из священника, псаломщика и диакона.
В советское время храм был закрыт, венчания[уточнить] сломаны.
В начале 2000-х годов храм возвращён Русской православной церкви.

## Архитектура
Спасо-Преображенский храм является хорошим образцом торопецкого зодчества рубежа 17—18 веков с богатым декоративным убранством. Храмовый комплекс состоит из одноглавого четверика, восьмигранной колокольни, стоящей отдельно от храма, и трапезной с отдельным объёмом южного придела под восьмериковым куполом.

## Галерея
- Общий вид с юго-запада
- Внутренний интерьер храма
- Фрагмент стены, изразцы
- Южный придел
- Общий вид с северо-востока
- Северный придел